# Chrysomela badakhshanica
Chrysomela badakhshanica is een keversoort uit de familie bladkevers (Chrysomelidae). De wetenschappelijke naam van de soort werd in 1978 gepubliceerd door Yablokov-Khnzoryan.